# Kokop (plaats)
Kokop is een bestuurslaag in het regentschap Bangkalan van de provincie Oost-Java, Indonesië. Kokop telt 4437 inwoners (volkstelling 2010).